# Neoxenus
Genre
Neoxenus est un genre d'insectes coléoptères appartenant à la famille des Anthribidae.

## Liste d'espèces
Selon ITIS:
- Neoxenus ater (Jordan, 1907)
- Neoxenus pallipes (Suffrian, 1870)
- Neoxenus polius (Jordan, 1907)
- Neoxenus versicolor Valentine, 1998

## Référence
- (en) Valentine, 1998 : A review of Nearctic and some related Anthribidae (Coleoptera). Insecta Mundi, 12-3/4 pp 251-296. Texte original